# Skogskyrkogården (dokumentärfilm)
Skogskyrkogården är en 92 minuter lång dokumentärfilm från 2008 av Ulf von Strauss. 
Filmen är en episk skildring av livet och döden på Skogskyrkogården, en stor begravningsplats i södra Stockholm, skapad av Gunnar Asplund och Sigurd Lewerentz. Mottot till filmen är hämtat från Gunnar Ekelöf: "Utan att döden funnes levde ingen".
Filmen har visats i SVT de flesta Allhelgonahelger mellan 2008 och 2023.